# Live and at Large
| Críticas profissionais | Críticas profissionais |
| Avaliações da crítica  | Avaliações da crítica  |
| Fonte                  | Avaliação              |
| ---------------------- | ---------------------- |
| Allmusic               | [ 1 ]                  |

Live and at Large é o décimo primeiro álbum do cantor e compositor norte-americano Jimmy Webb, lançado em junho de 2007 pelo Jimmy Webb Music Company. Este é o primeiro álbum ao vivo de Webb.

## Faixas
1. "Paul Gauguin in the South Seas" – 6:41
2. Richard Harris – 0:59
3. "No Signs of Age" – 5:46
4. Waylon Jennings – 0:58
5. "Highwayman" – 4:39
6. Harry Nilsson – 2:23
7. "Campo de Encino" – 5:18
8. Irving Berlin – 1:03
9. "Galveston" – 4:14
10. Glen Campbell – 1:36
11. "Lightning in a Bottle" – 5:05
12. Art Garfunkel – 1:26
13. "All I Know" – 4:57
14. Frank Sinatra – 1:48
15. "Didn't We" – 4:42
16. "Wichita Lineman" – 5:09
17. Rosemary Clooney – 2:19
18. "Time Flies" – 4:32
19. "MacArthur Park" – 10:24